# Wet van Lambert-Beer
De wet van Lambert-Beer relateert de absorptie van licht aan de eigenschappen van het materiaal waar het licht doorheen reist.  Deze natuurwet werd door August Beer in 1852 geformuleerd en is ook gebaseerd op het werk van Johann Heinrich Lambert (1728-1777).

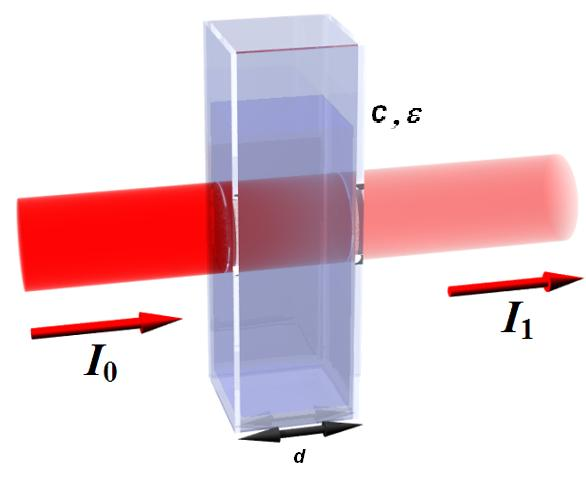
Een cuvet met absorberende oplossing

## Formules
Als een lichtbundel met intensiteit {\displaystyle I_{0}} door een absorberend materiaal valt, zal de bundel bij het verlaten van het materiaal een lagere intensiteit {\displaystyle I_{1}} hebben. Een deel van de bundel wordt namelijk geabsorbeerd. De extinctie (ook: absorbantie) hangt af van de absorberende stof in het materiaal maar ook van de molaire concentratie {\displaystyle c} van die absorberende stof, en de dikte {\displaystyle d} van het materiaal. Deze relatie wordt beschreven door de wet van Lambert-Beer:
{\displaystyle {I_{1} \over I_{0}}=10^{-E}=10^{-\varepsilon cd}}
of:
{\displaystyle E=\varepsilon cd=-\log _{10}\left({\frac {I_{1}}{I_{0}}}\right)=\log _{10}\left({\frac {I_{0}}{I_{1}}}\right)}
Daarin is {\displaystyle E} de extinctie van het materiaal en {\displaystyle \varepsilon } de extinctiecoëfficiënt. Deze extinctiecoëfficiënt is een eigenschap van de absorberende stof zelf.

## Afleiding
De essentie van de wet van Lambert-Beer is de exponentiële afhankelijkheid van de concentratie en van de dikte van het materiaal. Dit is te begrijpen door het materiaal in gedachten op te bouwen uit een aantal lagen van dikte {\displaystyle \delta }. Wanneer de eerste laag een fractie {\displaystyle T} doorlaat zal de volgende laag van deze fractie weer een fractie {\displaystyle T} doorlaten. Na twee lagen is dus nog een fractie {\displaystyle T^{2}} van het licht over. Dit gaat zo door. Na n lagen is nog een fractie {\displaystyle T^{n}} over. De doorgelaten intensiteit neemt dus exponentieel af met het aantal lagen.
Als de lagen dun genoeg zijn, is de absorptie evenredig met de concentratie en de dikte van de laag: 
{\displaystyle T=1-\alpha c\delta }
Dan wordt de absorptie, met {\displaystyle \varepsilon =\alpha /\ln(10)}: 
{\displaystyle T^{d/\delta }=(1-\alpha c\delta )^{d/\delta }=e^{-\alpha cd}=10^{-\varepsilon cd}}

## Moleculaire betekenis
De macroscopische waarneming dat het licht geabsorbeerd wordt, wordt veroorzaakt door interactie van het licht met elektronen in moleculen.
Men kan zich een molecule indenken als een bol die binnen een zeker straal {\displaystyle \alpha } al het licht absorbeert. Vooral organische moleculen met lange ketens van onverzadigde verbindingen vertonen sterke absorptie in het UV-VIS-gebied.